# Gymnotus
Gymnotus és un gènere de peixos pertanyent a la família dels gimnòtids.

## Descripció
- Poden arribar a fer 100 cm de llargària màxima.
- Escates petites.
- La boca és dirigida cap amunt.
- L'aleta anal acaba a prop de l'extrem de la cua.
- Tenen òrgans que generen camps elèctrics febles que són emprats per a localitzar objectes i, en el cas dels mascles, per a festejar les femelles.[2]

## Alimentació
Són depredadors nocturns que es nodreixen d'insectes, crustacis i peixos.

## Hàbitat
Algunes espècies viuen entre la fullaraca i les arrels de les ribes dels rius, d'altres ho fan a les praderies flotants de les planes d'inundació i unes altres estan adaptades a viure a ambdós hàbitats.

## Distribució geogràfica
Es troba a Amèrica: des del sud de Mèxic fins a l'Argentina, incloent-hi l'illa de Trinitat.

## Taxonomia
- Gymnotus albus (Zuiew, 1789)
- Gymnotus anguillaris (Hoedeman, 1962)[3]
- Gymnotus arapaima (Albert & Crampton, 2001)[4]
- Gymnotus ardilai (Maldonado-Ocampo & Albert, 2004)[5]
- Gymnotus bahianus (Campos-da-Paz & Costa, 1996)
- Gymnotus carapo (Linnaeus, 1758)
- Gymnotus cataniapo (Mago-Leccia, 1994)
- Gymnotus chimarrao (Cognato, Richer-de-Forges, Albert & Crampton, 2007)
- Gymnotus choco (Albert, Crampton & Maldonado, 2003)
- Gymnotus coatesi (La Monte, 1935)
- Gymnotus coropinae (Hoedeman, 1962)
- Gymnotus curupira (Crampton, Thorsen & Albert, 2005)
- Gymnotus cylindricus (La Monte, 1935)[6]
- Gymnotus diamantinensis (Campos-da-Paz, 2002)
- Gymnotus esmeraldas (Albert & Crampton, 2003)[7]
- Gymnotus henni (Albert, Crampton & Maldonado, 2003)
- Gymnotus inaequilabiatus ((Valenciennes, 1842)[8]
- Gymnotus javari (Albert, Crampton & Hagedorn, 2003)
- Gymnotus jonasi (Albert & Crampton, 2001)[4]
- Gymnotus maculosus (Albert & Miller, 1995)
- Gymnotus mamiraua (Albert & Crampton, 2001)[4]
- Gymnotus melanopleura (Albert & Crampton, 2001)
- Gymnotus obscurus (Crampton, Thorsen & Albert, 2005)[9]
- Gymnotus onca (Albert & Crampton, 2001)[4]
- Gymnotus panamensis (Albert & Crampton, 2003)
- Gymnotus pantanal (Fernandes, Albert, Daniel-Silva, Lopes, Crampton & Almeida-Toledo, 2005)[10][11]
- Gymnotus pantherinus ((Steindachner, 1908)[12]
- Gymnotus paraguensis (Albert & Crampton, 2003)
- Gymnotus pedanopterus (Mago-Leccia, 1994)
- Gymnotus stenoleucus (Mago-Leccia, 1994)
- Gymnotus sylvius (Albert & Fernandes-Matioli, 1999)[13]
- Gymnotus tigre (Albert & Crampton, 2003)
- Gymnotus ucamara (Crampton, Lovejoy & Albert, 2003)
- Gymnotus varzea (Crampton, Thorsen & Albert, 2005)[9][14][15][16][17][18][19]